# Klooster van de Zusters van Maria (Pittem)

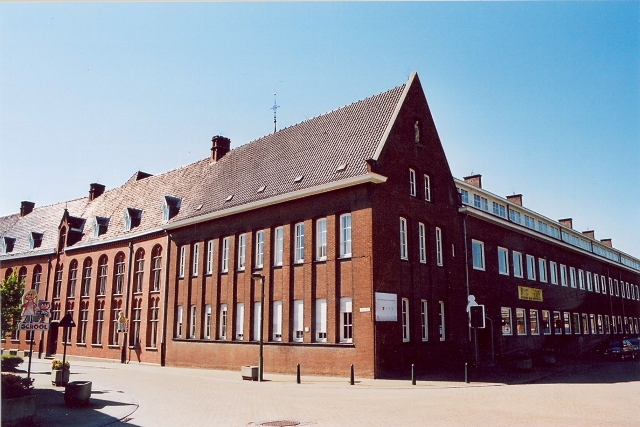
Klooster van de Zusters van Maria

Het Klooster van de Zusters van Maria is een klooster- en scholencomplex van de Zusters van Maria, in de West-Vlaamse plaats Pittem, gelegen aan de Koolskampstraat 4 en de Stationsstraat 1.

## Geschiedenis
In 1840 was er een economische crisis in West-Vlaanderen, en de pastoor van Pittem vroeg aan enkele dames uit Handzame om een armenschool op te richten. In 1841 telde de school al 260 leerlingen.
In 1846 werd ook een spellewerkschool (kantwerkschool) opgericht. Vanaf 1848 kwam er ook een weeshuis. Een weefschool en een spinschool verrezen ook, en betalende leerlingen zaten op de Fransche school. In 1847 werd de kloostergemeenschap als congregatie erkend. Vanaf 1926 werden ook missiezusters van deze congregatie uitgezonden, en wel aanvankelijk naar Kamina, om in het ziekenhuis aldaar te werken. Ook later vestigden zich zusters in diverse Congolese steden.
In 1901-1904 werden de reeds aanwezige klooster- en schoolgebouwen vervangen door een complex in neogotische stijl. In 1927 vond nog een aanzienlijke uitbreiding aan de straatzijde plaats. In 1949 werd de vleugel aan de Koolskampstraat gesloopt en vervangen door nieuwbouw, naar ontwerp van Willem Nolf. Ook later werden nog gebouwen toegevoegd.
De zusters vestigden zich, naast Pittem, ook in andere plaatsen, zoals in Egem, Brugge Sint-Kruis, Gistel.

## Gebouw
De kloostervleugel heeft 24 traveeën, waarvan er tien (de rechtervleugel) in 1949 werden aangebouwd. De oudere traveeën zijn neogotisch. In het klooster bevindt zich een eenbeukige kapel. De neogotische aankleding van de kapel werd in de jaren '50 van de 20e eeuw vervangen door een soberder interieur.
In het complex bevindt zich een tuin met onder meer een Lourdesgrot.